# Atemajac de Brizuela
Atemajac de Brizuela è un comune del Messico, situato nello stato di Jalisco, il cui capoluogo è la località omonima.